# Ogcodes dusmeti
Ogcodes dusmeti är en tvåvingeart som beskrevs av Arias 1920. Ogcodes dusmeti ingår i släktet Ogcodes och familjen kulflugor. Inga underarter finns listade i Catalogue of Life.